# Aérodrome de Ménaka
L'aéroport de Ménaka est un aéroport desservant Ménaka, une ville et une commune du Cercle de Ménaka de la région de Gao au Mali. L'aéroport se trouve à 5 kilomètres à l'ouest de la ville.